# Mahamoudou Keré
Mahamoudou "Badou" Keré (Ouagadougou, 2 januari 1982) is een Burkinees voormalig voetballer. Kéré speelde als centrale verdediger, aanvankelijk weliswaar als verdedigende middenvelder, en kwam 12 jaar voor Sporting Charleroi uit. Hij  was een agressieve speler en leidersfiguur, die harde duels niet schuwde. 

## Biografie

### Sporting Charleroi
Mahamoudou Keré, zeker in Franstalig België vrijwel altijd aangeduid met zijn roepnaam "Badou", begon in eigen land te voetballen bij Santos FC, op 5-jarige leeftijd. In november 1998 werd hij naar Sporting Charleroi gehaald, waar hij tot 2010 speelde. In die periode was er geregeld buitenlandse interesse voor Keré, onder andere van Blackburn Rovers, maar uiteindelijk besliste de Burkinees om in België te blijven. Keré speelde twaalf seizoenen voor de Zebra's. Hij gold op de Belgische velden als een leider en onverzettelijke verdediger, maar nam ook geregeld een gele of rode kaart wat voortkwam uit zijn harde speelstijl. 
Kéré begon bij Charleroi destijds als verdedigende middenvelder en in zeldzame gevallen sprong hij bij op de flank. Na enkele jaren werd hij omgeschoold in een centrale verdediger. Kéré werd vice-aanvoerder van de Waalse club uit Henegouwen, achter boegbeeld Frank Defays. De Burkinees werd vaste aanvoerder na diens vertrek in 2009 en speelde 304 competitiewedstrijden voor de Carolo's.

### Latere carrière
In 2010 ruilde hij Charleroi in voor het Turkse Konyaspor. Na drie jaar in Turkije keerde hij in 2013 terug naar België, waar hij voor tweedeklasser FC Brussels tekende. Voor het seizoen 2014/2015 sloot hij zich aan bij RAEC Mons. Toen de club in 2015 failliet ging, stopte Keré met voetballen.
Keré was ook Burkinees international. Hij behaalde in totaal al 48 A-caps voor Burkina Faso. Zo speelde hij ook op de Africa Cup in 2004.

## Profcarrière
| Seizoen | Club               | Land    | Competitie         | Wed. | Goals |
| ------- | ------------------ | ------- | ------------------ | ---- | ----- |
| 1998/99 | Sporting Charleroi | België  | Jupiler Pro League | /    | /     |
| 1999/00 | Sporting Charleroi | België  | Jupiler Pro League | /    | /     |
| 2000/01 | Sporting Charleroi | België  | Jupiler Pro League | 21   | 0     |
| 2001/02 | Sporting Charleroi | België  | Jupiler Pro League | 15   | 0     |
| 2002/03 | Sporting Charleroi | België  | Jupiler Pro League | 19   | 1     |
| 2003/04 | Sporting Charleroi | België  | Jupiler Pro League | 32   | 0     |
| 2004/05 | Sporting Charleroi | België  | Jupiler Pro League | 30   | 2     |
| 2005/06 | Sporting Charleroi | België  | Jupiler Pro League | 29   | 1     |
| 2006/07 | Sporting Charleroi | België  | Jupiler Pro League | 26   | 1     |
| 2007/08 | Sporting Charleroi | België  | Jupiler Pro League | 31   | 1     |
| 2008/09 | Sporting Charleroi | België  | Jupiler Pro League | 30   | 1     |
| 2009/10 | Sporting Charleroi | België  | Jupiler Pro League | 27   | 1     |
| 2009/10 | Sporting Charleroi | België  | Play-Off II B      | 2    | 0     |
| 2010/11 | Konyaspor          | Turkije | Süper Lig          | 27   | 1     |
| 2011/12 | Konyaspor          | Turkije | Bank Asya 1. Lig   | 5    | 1     |
| 2012/13 | Samsunspor         | Turkije | Bank Asya 1. Lig   | 24   | 4     |
| 2013/14 | FC Brussels        | België  | Belgacom League    | 26   | 1     |
| 2014/15 | RAEC Mons          | België  | Proximus League    | 20   | 1     |
|         |                    |         | Totaal             | 364  | 16    |